# Телескоп Вольтера
Телескопы Вольтера — оптические системы рентгеновских телескопов, использующие только зеркала косого падения.
Коэффициент отражения рентгеновского излучения при нормальном падении на границу раздела сред очень мал — большая часть излучения просто проходит через материал или поглощается в нём. Поэтому обычные зеркала не могут применяться в рентгеновской оптике. Обычные линзы тоже не годятся, так как их показатель преломления слишком близок к единице. Для фокусировки рентгеновских лучей должны использоваться другие приборы. Один из них — рентгеновское зеркало косого падения, на которое рентгеновский луч падает под очень малым углом к поверхности отражения и как бы скользит вдоль поверхности. В принципе, для фокусировки достаточно было бы использовать одно параболическое зеркало. Но оно обладало бы двумя недостатками: имело бы слишком большое фокусное расстояние и было бы подвержено коме. В 1952 году немецким физиком Гансом Вольтером были предложены три оптические системы, в которых кома заметно ослаблена. Все они состоят из двух поверхностей второго порядка и называются телескопами Вольтера I, II и III типа соответственно:
1. параболоид + гиперболоид (оба — с отражением от внутренней стороны)
2. параболоид с отражением от внутренней стороны + гиперболоид с отражением от внешней стороны
3. параболоид с отражением от внешней стороны + эллипсоид с отражением от внутренней стороны

Каждая из этих систем имеет свои преимущества и недостатки. Наибольшее распространения получили оптические системы I типа. Такая система использована в телескопах EXOSAT, ROSAT, XMM-Newton, Swift/XRT, ART-XC (на  Спектр-РГ) и др.